# Ernest Lenart
Ernest Lenart (* 8. November 1912 in San Salvador; † 6. Januar 2005 in Berlin), eigentlich Joseph Ernst Lewy, auch José Ernesto Lewy genannt, war ein deutscher Schauspieler.

## Karriere
Lenart besuchte im Alter von 16 Jahren die Schauspielschule von Max Reinhardt und spielte anschließend Theater in Konstanz, Magdeburg, Kiel und Berlin.
1933 kam Lenart zum Jüdischen Kulturbund in Berlin. Bei dessen Eröffnung spielte er den Tempelherrn in Nathan der Weise. Wegen der starken Zunahme des Antisemitismus emigrierte Lenart 1936 mit seinen Eltern in die USA. Dort spielte er über drei Jahrzehnte an verschiedenen Bühnen, aber auch in International Squadron neben Ronald Reagan, neben William Holden im amerikanischen Fernsehfilm 21 Hours at Munich über das Massaker an den israelischen Sportlern bei den Olympischen Spielen, neben Richard Burton im Mehrteiler Wagner sowie in einer Episode der amerikanischen Mystery-Serie Millennium mit Lance Henriksen.
Noch im hohen Alter von 90 Jahren hielt Lenart Lesungen. Seinen letzten Filmauftritt hatte er 2004 in der israelischen Produktion Walk on Water.

## Familie
Ernest Lenart war der Sohn des Kaufmanns Hugo Lewy und der Rosa geb. Freund. Beide stammten ursprünglich aus Breslau. Lenarts Vater, der bereits in San Salvador tätig war, kehrte zwecks Eheschließung nach Deutschland zurück, um Lenarts Mutter Rosa im Januar 1912 in Schöneberg zu heiraten. Anschließend reisten beide nach San Salvador ab, wo Ernest 10 Monate später geboren wurde. Nach dem Ersten Weltkrieg kehrte die Familie nach Berlin-Schöneberg zurück. Sein Onkel väterlicherseits war Wilhelm Lewy.
Lenart ehelichte 1947 Renata Oppenheimer, die Tochter des Soziologen Franz Oppenheimer, mit der er bis zu seinem Tod verheiratet blieb. Die beiden hatten zwei gemeinsame Kinder, einen Sohn und eine Tochter. Der Sohn Frank Lenart ist als Schauspieler, Drehbuchautor und Synchronsprecher tätig.

## Filmografie (Auswahl)
- 1941: International Squadron
- 1951: Target unknown
- 1968: Dynamit in grüner Seide
- 1969: Der Kidnapper (Fernsehfilm)
- 1972: Liebe Mutter, mir geht es gut
- 1976: The 21 hours of Munich
- 1977: MS Franziska (eine Folge)
- 1983: Wagner
- 1998: Millennium: Roosters
- 2004: Walk on Water